# Anoplotettix rodosicus
Anoplotettix rodosicus är en insektsart som beskrevs av Dlabola 1974. Anoplotettix rodosicus ingår i släktet Anoplotettix och familjen dvärgstritar. Inga underarter finns listade i Catalogue of Life.